# 5 Sparrows for 2 Cents
Albums de The Procussions
Up All Night
(2004) The Procussions
(2013)
5 Sparrows for 2 Cents (5 fléchettes pour 2 cents en français) est le deuxième album studio des  Procussions, sorti le 30 mai 2006, et le seul publié sur le label Rawkus Records.

## Sens des chansons
- Opening Meditation est un morceau faisant le lien direct avec la fin de l'album précédent des Procussions As Iron Sharpens Iron. Il ouvre l'album sur un texte philosophique en rapport à l'amour universel, le personnage enjoignant l'auditeur à s'ouvrir aux autres. Dans beaucoup de leurs morceaux les Procussions font référence à Dieu, à l'amour du prochain et à de nombreuses valeurs catholiques.
- Anybody est un morceau engagé dans lequel les Procussions prennent position contre la musique mainstream qui ne véhicule aucun message et pousse le public à ne rien attendre d'autre de la musique que des tubes.
- For the Camera est une prise de position des trois MCs, évoquant à tour de rôle l'emprise des magazines et de la mode sur les jeunes personnes, la starisation de personnes n'ayant rien d'exceptionnel sinon l'argent, et enfin la façon dont on modifie l'image des mannequins afin de les faire paraître extrêmement minces et imposer cette images aux gens.
- Little People, derrière sa production agréable à l'oreille, est une chanson extrêmement dure traitant d'un sujet très grave, la maltraitance des enfants (abandon, violence, mort). Mr. J. Medeiros, l'un des trois MCs des Procussions, est d'ailleurs à l'origine de la campagne I Am Constance, destinée à venir en aide aux personnes victimes de violences sexuelles et de proxénétisme. La campagne est basée sur le récit et le partage des expériences de chacun.
- Jiminy Cricket est un morceau où les MCs développent un style d'écriture extrêmement travaillé et poétique. Stro évoque une sorte de quête intérieure de la paix, Mr. J. expose ici sa foi en l'idéologie du sacrifice catholique et de la rédemption universelle : « know that God is there with you, above you, beside you, and yearning to get in you certain to mend you from the hurtin that men do / Sache que Dieu est avec toi, au-dessus de toi, à tes côtés, désirant ardemment entrer en toi, certain de te guérir du mal que les hommes font. » Rez traite quant à lui d'une jeune femme brisée par la société comme il y en a des milliers mais qui a malgré elle des allures messianiques.
- American Fado est le récit de Mr. J. Medeiros de sa rencontre avec une prostituée de treize ans « maquée » par un dealer. Il évoque la façon dont il l'a trouvée peu après sa tentative de suicide, et raconte ses sentiments pendant qu'il la conduisait à l'hôpital. L'un des poèmes de la jeune prostituée est lu à la fin de la chanson.

## Liste des titres
| No  | Titre                                    | Durée |
| --- | ---------------------------------------- | ----- |
| 1.  | Opening Meditation                       | 0:30  |
| 2.  | Shabach                                  | 4:47  |
| 3.  | Anybody                                  | 3:27  |
| 4.  | Simple Song                              | 3:44  |
| 5.  | Fight Here (featuring Ahmad et Afrobots) | 3:07  |
| 6.  | Miss January (featuring Talib Kweli)     | 3:12  |
| 7.  | The Storm                                | 3:02  |
| 8.  | Rain Dance                               | 4:10  |
| 9.  | I'll Fly (featuring Tara Ellis)          | 3:48  |
| 10. | Track 10                                 | 1:40  |
| 11. | Little People                            | 3:48  |
| 12. | Carousel                                 | 3:57  |
| 13. | For the Camera                           | 4:03  |
| 14. | Vader March                              | 3:04  |
| 15. | Jiminy Cricket                           | 4:10  |
| 16. | American Fado (featuring Renee Altson)   | 6:06  |
| 17. | Mars                                     | 3:54  |